# Plouédern
Plouédern är en kommun i departementet Finistère i regionen Bretagne i västra Frankrike. Kommunen ligger i kantonen Landerneau som tillhör arrondissementet Brest. År 2022 hade Plouédern 3 062 invånare.

## Befolkningsutveckling
Antalet invånare i kommunen Plouédern
Referens:INSEE